# 4246 Telemann
4246 Telemann (1982 SY2) là một tiểu hành tinh vành đai chính được phát hiện ngày 24 tháng 9 năm 1982 bởi Freimut Börngen ở Tautenburg.